# Juan Pablo de Aragón-Azlor
Juan Pablo de Aragón-Azlor (ur. 1730 w Pedrola, zm. 17 września 1790  w Madrycie) – hiszpański arystokrata i dyplomata.
Od 1761 roku - książę Villahermosa. Tytuł odziedziczył gdy zmarł jego wuj José Claudio de Aragón - Gurrea y de Castro - Pinós (1697–1761).
Pracował w ambasadzie hiszpańskiej w Paryżu i poślubił Marię Pignatelli, córkę ambasadora hrabiego Fuentes (1724–1776). 
W latach 1779–1783 był ambasadorem Hiszpanii w Turynie, 